# Vitor Eudes
Vitor Eudes de Souza Costa (nascido em 21 de outubro de 1998), mais conhecido como Vitor Eudes, é um jogador de futebol profissional brasileiro que atua como goleiro do Fluminense.

## Carreira

### Cruzeiro
Nascido em Contagem, na Região Metropolitana de Belo Horizonte, estado de Minas Gerais, Vitor Eudes começou sua carreira no time amador local Frigoarnaldo, antes de ser descoberto pelo treinador de goleiros sub-20 do Cruzeiro, Leonardo Lopes, e assinar com o clube em 2016.
Em 2018, tendo sido diversas vezes convocado para o banco do Cruzeiro, foi alvo de interesse do Benfica, mas optou por permanecer no Cruzeiro, assinando novo contrato com o clube.
Permaneceu no Cruzeiro até 2021, estando no time em momentos duros, como a queda para a Série B. 

### Marítimo B
Após ter feito apenas duas partidas pelo Cruzeiro em quatro temporadas, sendo muitas vezes reserva não utilizado, Vitor Eudes rescindiu contrato com o clube e mudou-se para Portugal em 2021, assinando com o Marítimo. Durante a passagem por Portugal, jogou principalmente pela equipe sub-23 do Marítimo.

### Fluminense
O goleiro voltou ao Brasil em janeiro de 2023, assinando contrato com o Fluminense. Foi campeão da Libertadores com o clube no mesmo ano, sendo o reserva do goleiro Fábio, de quem foi "pupilo" em seus tempos de Cruzeiro. 
Teve seu contrato estendido em janeiro de 2025. O novo vínculo com o clube carioca vai até 2027.

## Estilo
Vitor Eudes é conhecido por sua habilidade de defender pênaltis, tendo defendido três pênaltis na final da edição de 2017 do Campeonato Brasileiro Sub-20 - uma vitória por 7–6 nos pênaltis contra o Coritiba. Segundo ele, Fábio, seu companheiro de clube no Fluminense, outro goleiro conhecido pela habilidade de defender pênaltis, foi seu ídolo e inspiração desde criança.
| Clube          | Temporada      | Liga                   | Liga  | Liga | Estadual | Estadual | Copa  | Copa | Continental | Continental | Outros | Outros | Total | Total |
| Clube          | Temporada      | Divisão                | Jogos | Gols | Jogos    | Gols     | Jogos | Gols | Jogos       | Goals       | Jogos  | Gols   | Jogos | Gosls |
| -------------- | -------------- | ---------------------- | ----- | ---- | -------- | -------- | ----- | ---- | ----------- | ----------- | ------ | ------ | ----- | ----- |
| Cruzeiro       | 2018           | Série A                | 0     | 0    | 0        | 0        | 0     | 0    | 0           | 0           | 0      | 0      | 0     | 0     |
| Cruzeiro       | 2019           | Série B                | 0     | 0    | 0        | 0        | 0     | 0    | 0           | 0           | 0      | 0      | 0     | 0     |
| Cruzeiro       | 2020           | Série B                | 1     | 0    | 1        | 0        | 0     | 0    | –           | –           | 0      | 0      | 2     | 0     |
| Cruzeiro       | 2021           | Série B                | 0     | 0    | 0        | 0        | 0     | 0    | –           | –           | 0      | 0      | 0     | 0     |
| Cruzeiro       | Total          | Total                  | 1     | 0    | 1        | 0        | 0     | 0    | 0           | 0           | 0      | 0      | 2     | 0     |
| Marítimo II    | 2021–22        | Campeonato de Portugal | 6     | 0    | –        | –        | –     | –    | –           | –           | 0      | 0      | 6     | 0     |
| Marítimo II    | 2022–23        | Campeonato de Portugal | 1     | 0    | –        | –        | –     | –    | –           | –           | 0      | 0      | 1     | 0     |
| Marítimo II    | Total          | Total                  | 7     | 0    | 0        | 0        | 0     | 0    | 0           | 0           | 0      | 0      | 7     | 0     |
| Fluminense     | 2023           | Série A                | 0     | 0    | 0        | 0        | 0     | 0    | 0           | 0           | 0      | 0      | 0     | 0     |
| Total carreira | Total carreira | Total carreira         | 8     | 0    | 1        | 0        | 0     | 0    | 0           | 0           | 0      | 0      | 9     | 0     |

## Títulos

### Clube
Fluminense
- Taça Guanabara: 2023
- Campeonato Carioca: 2023
- Copa Libertadores: 2023
- Recopa Sul-Americana: 2024